# Fonds de financement des prestations sociales des non-salariés agricoles
Le fonds de financement des prestations sociales agricoles (FFIPSA) était un établissement public administratif, liquidé en 2009, destiné à financer les prestations d'assurance maladie, les prestations familiales et les pensions de retraite des non-salariés agricoles, c'est-à-dire essentiellement des exploitants agricoles.
Le FFIPSA a été créé en 2005 pour remplacer le BAPSA (Budget Annexe des Prestations Sociales Agricoles), qui était devenu caduc du fait de l'application des principes de la LOLF.
Le FFIPSA était sous la triple tutelle du ministère de l'agriculture et de la pêche, du ministère du budget, des comptes publics et de la fonction publique et du ministère de la santé, de la jeunesse et des sports.
Les dépenses sont essentiellement constituées des prestations d'assurance maladie, des prestations familiales, et des prestations vieillesse. La branche maladie représente en 2007 des dépenses de 7,589 milliards d'euros, la branche prestations familiales des dépenses de 410 millions d'euros, la branche vieillesse des dépenses de 8,543 milliards d'euros. Les recettes sont essentiellement constituées des cotisations, de la CSG, d'impôts et taxes affectés (droits sur les tabacs, et quelques autres taxes), et de la compensation démographique.
Le FFIPSA a, en 2007, 16,542 milliards d'euros de dépenses, 14,313 milliards d'euros de recettes, et accuse un déficit de 2,229 milliards d'euros.
Le déficit du FFIPSA est dû pour l'essentiel au déséquilibre démographique du régime : il n' y a que 0,37 cotisant pour chaque retraité. D'autre part, la subvention d'équilibre qui était accordée avec le BAPSA a été supprimée, et les recettes de TVA ont été remplacées par les droits sur tabac, recette moins sûre que la TVA. 
Depuis 2008, le FFIPSA a recours à l'emprunt pour financer les prestations sociales des agriculteurs.
Le FFIPSA verse les fonds à la Mutualité sociale agricole, qui gère les prestations sociales des non salariés agricoles.
Le FFIPSA est implanté à Montreuil-sous-Bois en Seine-Saint-Denis.
L'article 17 de la loi no 2008-1330 de financement de la sécurité sociale pour 2009 prévoit sa dissolution au 1er janvier 2009, son actif et son passif étant repris à cette date par la Mutualité sociale agricole (la dette du fonds de 7,5 milliards d'euros a été reprise par l’État).